# روحي فيك (مسلسل)
روحي فيك هو مسلسل تلفزيوني مصري عُرض في 5 نوفمبر 2023.

## القصة
في إطار من الرعب والتشويق والإثارة، يتناول المسلسل قصة مهندسة ديكور غريبة الأطوار تدعى (سحر) ولديها شركة تشطيبات، حيث تواجه العديد من المشكلات بسبب طبيعة شخصيتها.

## طاقم التمثيل
- عائشة بن أحمد
- نور محمود
- محمد كيلاني
- فراس سعيد
- سمر مرسي
- هلا السعيد

## طاقم العمل
إخراج: محمد لطفي
تأليف: أحمد عثمان